# Haplostoma affinis
Haplostoma affinis – gatunek widłonoga z rodziny Botryllophilidae. Nazwa naukowa tego gatunku skorupiaków została opublikowana w 1906 roku przez zoologa Thomasa Scotta.